# Christian Wiyghan Tumi
Christian Wiyghan Tumi   (Kikaikelaki, 15 d'octubre de 1930 - Douala, 3 d'abril de 2021) fou un cardenal camerunès, arquebisbe emèrit de Douala des de 2009.

## Biografia
Nascut a Kikaikelaki, un poblet de Nso klan situat a la regió nord-oest. Tumi estudià als seminaris locals de Camerun i Nigèria. Seguí la seva formació en ciències de l'educació a Nigèria i a Londres, i marxà a Lió per assolir una llicenciatura en teologia i un doctorat en filosofia a la universitat de Friburg.
Ordenat prevere el 17 d'abril de 1966, serví com a vicari a Soppo durant un any abans de ser nomenat professor al seminari de la universitat Bishop Rogan. Al 1973 tornà a la seva diòcesi i va ser nomenat rector del seminari de Bambui.

### Bisbe i cardenal
Al 1979, Tumi va ser elegit el primer bisbe de la diòcesi de Yagoua, va ser consagrat el 6 de gener de 1980 pel Papa Joan Pau II. El 19 de novembre de 1982 va ser fet arquebisbe coadjutor de Garoua; d'on esdevingué arquebisbe titular el 17 de març de 1984. Al 1985 va ser elegit President de la Conferència Nacional Episcopal del Camerun, càrrec que ocuparia fins al 1991.
Va ser creat cardenal el consistori celebrat el 28 de juny de 1988 pel Papa Joan Pau II, amb el títol de Santi Martiri dell'Uganda a Poggio Ameno. En el si de la cúria pontifícia era membre de la Congregació per a l'Evangelització dels Pobles, de la Congregació per a l'Educació Catòlica, de la Congregació pel Culte Diví i la Disciplina dels Sagraments, del  Consell Pontifici Cor Unum i del Pontifici Consell per a la Família.
El 31 d'agost de 1991 va ser nomenat arquebisbe de Douala. Va ser un dels cardenals elector que participaren en el conclave de 2005, on s'escollí el Papa Benet XVI.
Es retirà del seu càrrec d'arquebisbe el 17 de novembre de 2009, als 79 anys. El seu coadjutor, monsenyor Samuel Kleda, el succeí.

## Opinions

### Avortament
El cardenal Tumi encapçalà una marxa pro-vida a la ciutat de Douala al 2009.

### Abusos de nens
En un discurs al 2007, denuncià els efectes negatius de l'abús sexual de nens a la societat moderna.

### VIH – SIDA i condons
Al 2005 va afirmar en una entrevista que l'ús de condons seria possible com a protecció contra la SIDA al matrimoni.

## Premis
- Premi Cardinal von Galen, atorgat per l'ONG Human Life International (9 de setembre de 2008))[5]
- Premi Integritat 2011, atorgat per Transparency International.[6]